# Molophilus eboracensis
Molophilus eboracensis là một loài ruồi trong họ Limoniidae. Chúng phân bố ở miền Australasia.